# 山﨑賢 (技術者)
山﨑 賢（やまざき けん）は、日本の情報技術者。イオン (企業)およびイオンスマートテクノロジーの最高技術責任者。

## 人物・経歴
神奈川県出身。大手システムインテグレーター（SIer）に新卒で入社。2002年Yahoo! JAPANに入社。Yahoo!オークションなどの開発や新規サービスの立ち上げにエンジニアとして携わる。2010年リアリットに入社。シニアエンジニアとして新規サービスの開発とリリースを担当。2012年リクルートに入社。ネットビジネス本部でゼネラルマネージャーとして組織運営およびサービス開発を指揮。2018年、アソビューに入社。執行役員CTO/システム統括部長として地方創生を支援する遊び産業のサービス開発を担当。2020年株式会社トラストバンクに入社。CTOとして技術戦略をリードし、自治体との連携を促進。2023年4月より、イオン (企業)およびイオンスマートテクノロジーの最高技術責任者。イオングループ全体のデジタルトランスフォーメーションを技術面から推進。